# Les Couloirs du temps : Les Visiteurs 2
Pour les articles homonymes, voir Les Visiteurs.
Série Les Visiteurs
Les Visiteurs
(1993) Les Visiteurs : La Révolution
(2016)
Pour plus de détails, voir Fiche technique et Distribution.
Les Visiteurs II : les couloirs du temps est un film français réalisé par Jean-Marie Poiré, sorti en 1998.
Le cinéaste est également coauteur du scénario avec Christian Clavier.
Suite du film Les Visiteurs, sorti cinq ans plus tôt, l'histoire reprend directement là où celle du premier film s'était arrêtée. Un troisième film, Les Visiteurs : La Révolution, sort en 2016, dix-huit ans après ce deuxième film.

## Synopsis
Le comte Godefroy de Montmirail est enfin parvenu à retourner dans son époque en compagnie, croit-il, de son écuyer Jacquouille la Fripouille, et à éviter le meurtre de son futur beau-père, le duc Fulbert de Pouille. Mais Jacquouille, ayant découvert et pris plaisir à la vie du XXe siècle, a fait en sorte d'envoyer son descendant, Jacques-Henri Jacquart, au Moyen Âge.
De son côté, Godefroy célèbre son mariage avec Frénégonde. Mais les festivités sont interrompues par l'arrivée de Fulbert de Pouille se plaignant de la disparition subite de ses bijoux. Parmi lesquelles une relique nommée « La dentelette de Sainte Rolande ». Le voleur en question est Jacquouille (qui avait placé les bijoux dans une cachette lors des obsèques du duc avant le voyage dans le temps avant de les récupérer au XXe siècle dans le film précédent). Afin de pouvoir se marier, Godefroy doit mener son enquête pour retrouver les bijoux et la relique.
Pendant ce temps au XXe siècle, Béatrice réussit à ramener Jacquouille au Moyen-Âge… avec par mégarde son mari Jean-Pierre qui a bu par inadvertance la potion. Tous deux se retrouvent au milieu d'une guerre menée par les Bourguignons que Godefroy réussit à chasser. Mais le comte se rend compte que c'est Jacquouille le voleur et part avec lui au XXe siècle (non sans ramener Jean-Pierre et Jacquart) afin de retrouver la relique.
Mais en arrivant au XXe siècle, le comte et Jacquouille apprennent que les joyaux ont été récupérés par Cora, la veuve d'un des descendants du comte, Hubert, qui avait disparu des années auparavant. Après de nombreuses péripéties et des problèmes de réadaptation à l'époque, Godefroy, se faisant passer pour Hubert, se rend chez Cora pour assister au mariage de la fille de cette dernière et récupère les joyaux. Mais le retour dans le passé ne se passe pas comme prévu pour Godefroy et Jacquouille : à la suite d'un malheureux concours de circonstances, tous deux se retrouvent envoyés à l'époque de la Révolution française.

## Fiche technique
Sauf indication contraire, les informations mentionnées dans cette section peuvent être confirmées par la base de données cinématographiques IMDb,  présente dans la section « Liens externes ».
- Titre original et québécois : Les visiteurs 2 : Les couloirs du temps [1],[N 1]
- Titre international : The Visitors II: The Corridors of Time
- Réalisation : Jean-Marie Poiré
- Scénario : Christian Clavier et Jean-Marie Poiré
- Musique : Éric Lévi
- Direction artistique : Gilles Boillot
- Décors : Hugues Tissandier
- Costumes : Catherine Leterrier
- Photographie : Christophe Beaucarne
- Son : Claude Villand, Jean Goudier, Jean-Charles Ruault, Bernard Le Roux
- Montage : Catherine Kelber et Jean-Marie Poiré
- Production : Jean-Marie Poiré et Alain Terzian
  - Production associée : Igor Sékulic
  - Coproduction déléguée : Christian Clavier et Patrice Ledoux
- Sociétés de production[4] : Gaumont, en coproduction avec Ciné Comic et France 3 Cinéma, en association avec Canal+ et le Conseil départemental de la Dordogne, avec le soutien du CNC
- Société de distribution : 
  - France : Gaumont Buena Vista International
  - Suisse romande : Buena Vista International
  - Canada : Christal Films / Lion Gates Films
- Budget : 23 millions d' €[5]
- Pays de production : France
- Langue originale : français
- Format[6] : couleur - 35 mm - 2,35:1 (Cinémascope) - son Dolby Digital
- Genre : comédie, fantastique
- Durée : 118 minutes
- Dates de sortie[1] :
  - France, Belgique, Suisse romande : 11 février 1998[7],[8]
- Classification[9] :
  - France: tous publics[10]
  - Belgique : tous publics (Alle Leeftijden)[7]

## Distribution

Photos des acteurs principaux.
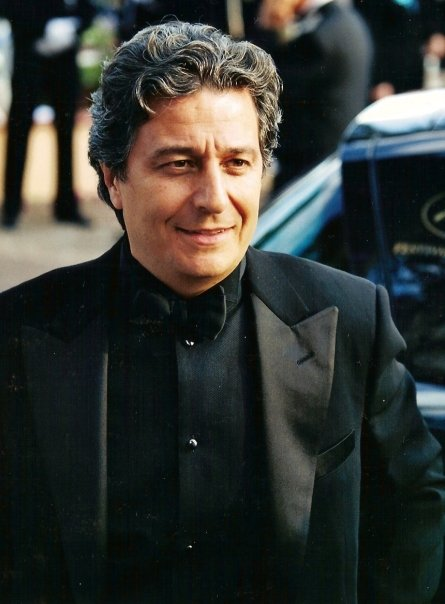
Christian Clavier
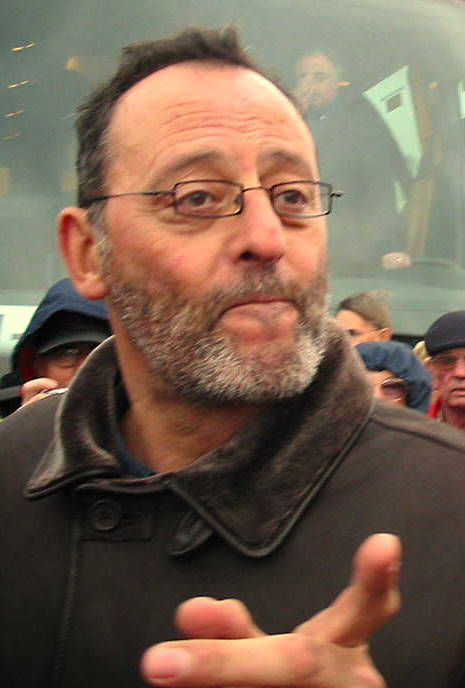
Jean Reno
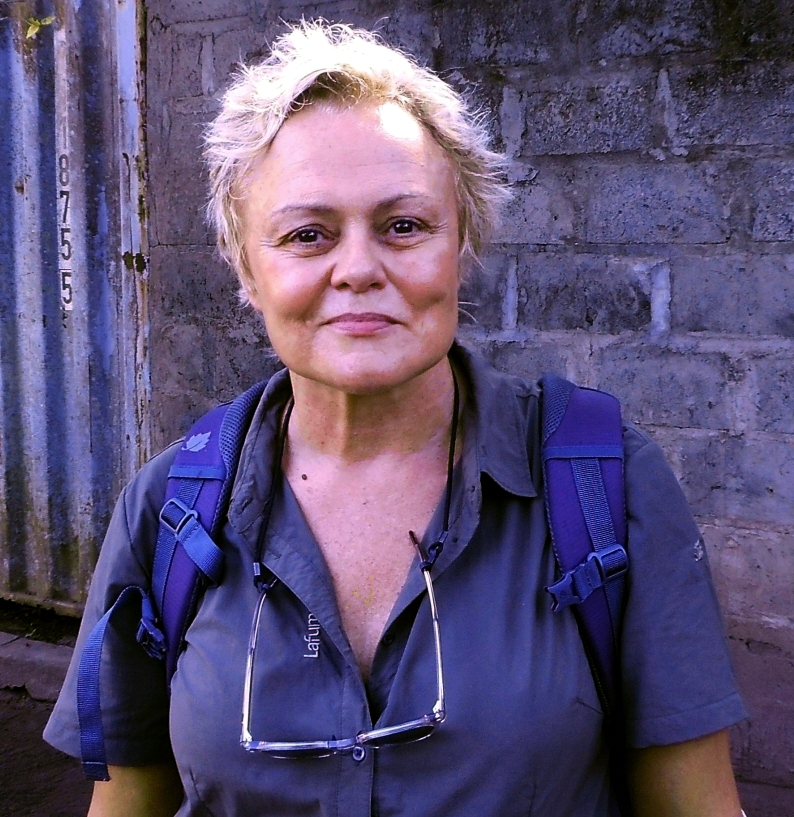
Muriel Robin
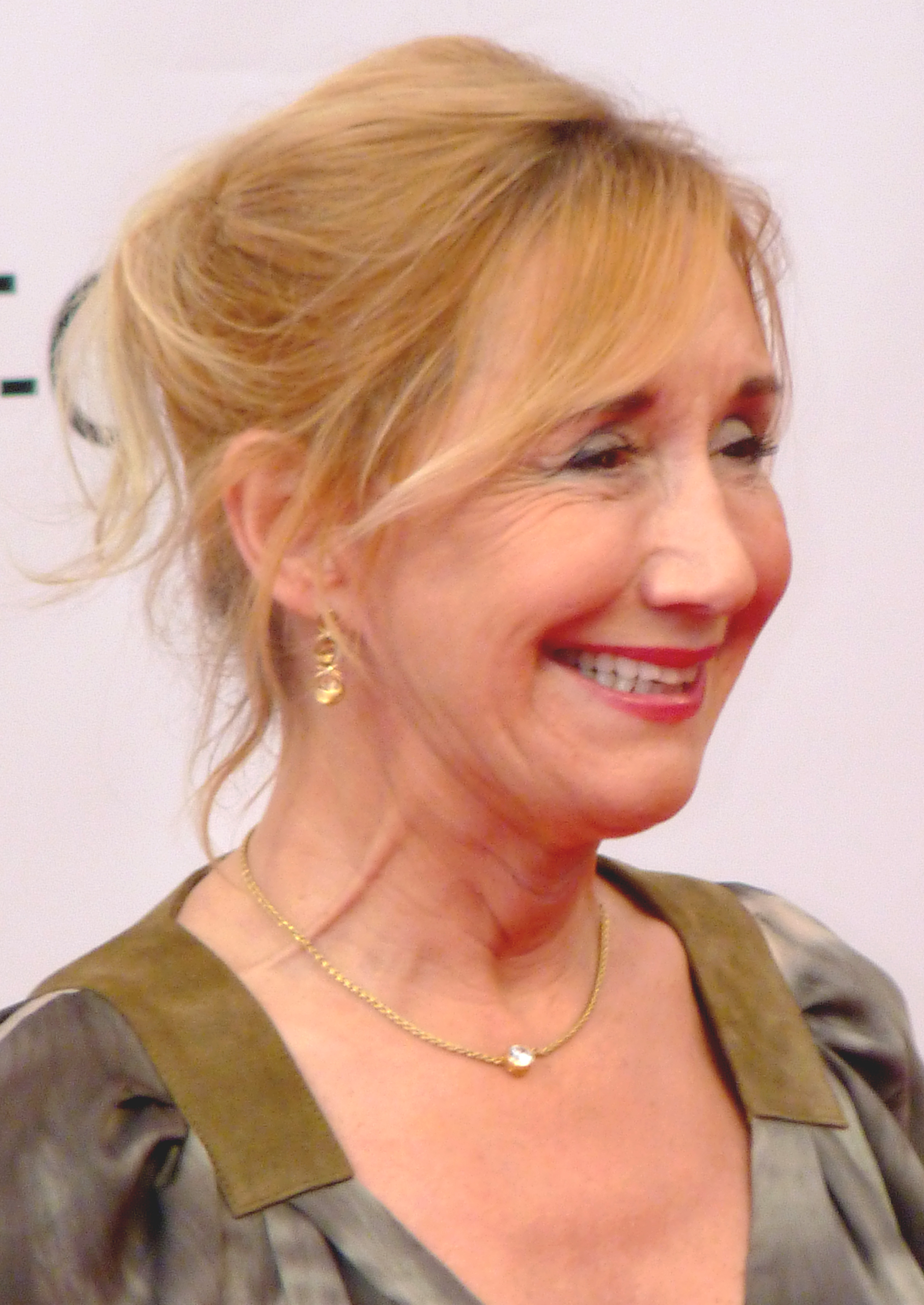
Marie-Anne Chazel
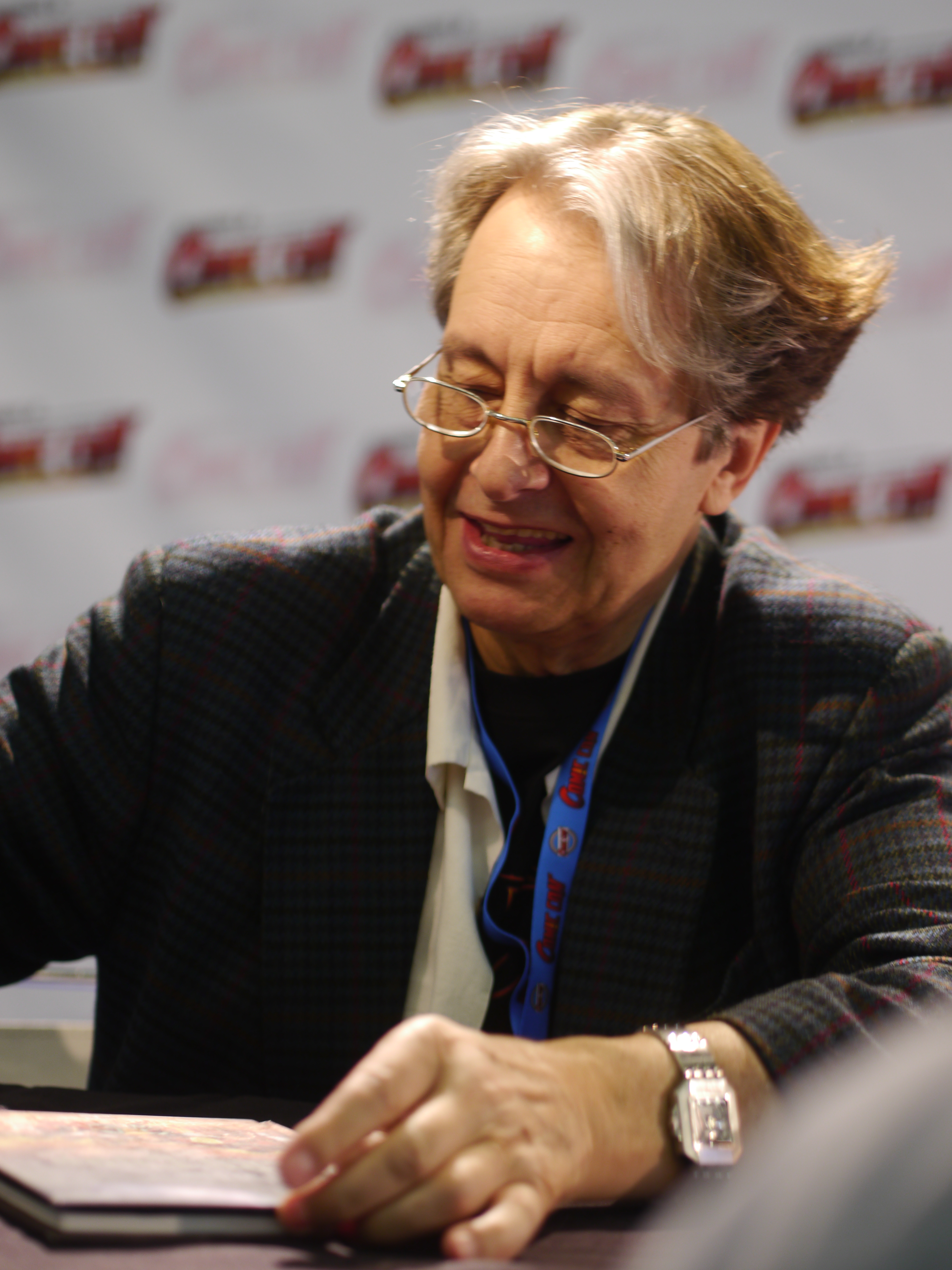
Christian Bujeau

- Christian Clavier : Jacquouille la Fripouille, l'écuyer de Godefroy / Jacques-Henri Jacquart, descendant de Jacquouille / Prosper le purineur, frère de Jacquouille / Jacquouillet, descendant de Jacquouille sous la Révolution
- Jean Reno : Godefroy de Malfête, comte de Montmirail, d'Apremont et de Papincourt dit « le Hardi » / cousin Hubert de Montmirail, descendant de Godefroy et Frénégonde[N 2]
- Muriel Robin : Frénégonde de Pouille, fille du duc et promise de Godefroy / Béatrice Goulard de Montmirail, descendante de Godefroy et de Frénégonde
- Marie-Anne Chazel : Ginette Sarcley, la SDF qui tombe amoureuse de Jacquouille
- Christian Bujeau : Jean-Pierre Goulard, dentiste et mari de Béatrice
- Pierre Vial : l'enchanteur Eusæbius / Ferdinand Eusèbe, descendant d'Eusæbius
- Jean-Paul Muel : le maréchal des logis Gibon
- Claire Nadeau : Cora de Montmirail, femme d'Hubert de Montmirail
- Christian Pereira : le capitaine Batardet
- Marie Guillard : Philippine de Montmirail, fille d'Hubert et Cora, descendante de Godefroy et Frénégonde
- Philippe Beglia : Gontran, duc de Luigny, dit « Le Buté » / Valéry, descendant de Gontran / George, duc de Luigny ancêtre de Valéry en 1793
- Didier Bénureau : l'interne Bauvin
- Philippe Morier-Genoud : le frère Ponce
- Élisabeth Margoni : Nicole Lumeau-Péricard
- Jacques Mathou : Bernard Lumeau-Péricard
- Jacques François : Maurice[N 3]
- Sylvie Joly : Gisèle
- Jean-Luc Caron : Ganelon
- Patrick Burgel : le duc Fulbert de Pouille, père de Frénégonde et ancêtre de Béatrice et Hubert
- Éric Averlant : le frère Raoul
- Armelle : Dame Pétronille, fiancée de Jacquouille
- Franck-Olivier Bonnet : Boniface
- Roger Dumas : maître Valoche
- Philippe Nahon : le gérant de l'Intermarché que Ginette et Jacquouille saccagent
- Olivier Claverie : le médecin
- Olga Sékulic : Hilda
- Michèle Garcia : Mme Frangin
- Mireille Franchino : Mariette
- Arièle Semenoff : Jacqueline
- Frédéric Baptiste : Freddy
- David Gabison : le maître d'hôtel
- Georges Téran : le chef des pompiers
- Rodolphe Sand : René, un des pompiers
- Laurent Gendron : le pompiste de la station Shell
- Laurence Badie : Odette
- Louba Guertchikoff : la mère d'Odette
- Théophile Sowié : le postier qui est pris pour un sarazin
- Josette Ménard : Mme Legueux
- Jonathan Reyes Jimenez : Eddy[N 4]
- François Gamard : le garagiste Pochard
- Candide Sanchez : Paulo
- Nicolas Blettner : Benoît Lumeau-Péricard, le futur mari de Philippine
- Michel Crémadès : Lucien Remoux, le chanteur au mariage de Philippine et Benoît
- Olivier Clément : Lucien Remoux (voix pour les chansons)
- David Talbot : le noble froussard
- Damien Ferrette : le soldat de l'an II
- Régis Bouquet : un soldat du duc de Luigny
- Frank Chiappinelli : le bourreau
- Vincent Grass : le narrateur
- Jérôme Hardelay et Mélanie Hardelay : Florian et Ondine Goulard, les enfants de Béatrice et Jean-Pierre, Descendances de Godefroy et Frénégonde
- Patrick Massieu : un gendarme[N 5]
- Mireille Rufel et Pascale Oudot : assistantes de maître Valoche
- Michel Vivier : le voisin de Mme Legueux
- Christophe Carré : un gueux du village
- Jean-Marie Poiré : le préfet invité au mariage (caméo)[N 6]

## Production

### Une longue maturation
Clavier et Poiré mettent d'abord cette suite de côté pour « prendre le temps, pour réfléchir, pour être persuadés de tenir une deuxième partie qui soit artistiquement valable » et s’attellent à deux autres projets. Le premier porte sur une pièce de théâtre anglaise, Out of order de Ray Cooney, qu'ils adaptent sous le titre Panique au Plazza : la pièce, mise en scène par Pierre Mondy, est jouée au Théâtre Marigny en 1996 et Christian Clavier y tient le rôle principal.

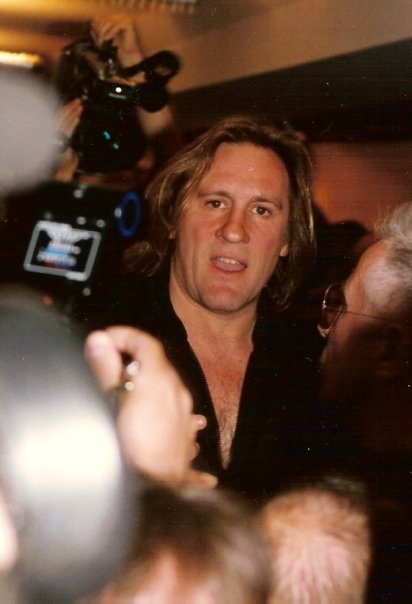
Gérard Depardieu, en 1994.

Leur deuxième projet est un film avec Gérard Depardieu, alors au sommet de sa gloire : celui-ci, emballé par le succès des Visiteurs, fait part à Clavier et Poiré de son envie de tourner un film avec eux,. À la même période, le jeune Thomas Langmann (le fils de Claude Berri) a comme projet une adaptation en film des aventures d'Astérix le Gaulois : il réussit à intéresser Clavier, Poiré et Depardieu. Ils acceptent puis se rétractent pour tourner un film sans aucun rapport avec Astérix : Les Anges gardiens. Poiré et Clavier co-écrivent le scénario, Poiré réalise le film et Clavier et Depardieu composent un duo jusqu'alors jamais réuni. Au vu de l'énorme réussite des Visiteurs et des deux têtes d'affiches, la production fait confiance à Poiré et lui accorde un budget de 105 871 459.8 francs (c'est le film français avec le plus gros budget de l'année). Tourné à Hong Kong, en France et en Belgique, cette comédie, dans laquelle Depardieu et Clavier jouent chacun un double rôle, sort en 1995 et est un gros succès, finissant en deuxième place du box-office de l'année avec 5 793 034 entrées.

### Choix des interprètes
Dans son film précédent, Les Anges gardiens, Jean-Marie Poiré avait ré-employé trois acteurs déjà présents dans Les Visiteurs : Christian Clavier, Arièle Semenoff et Anna Gaylor. Pour cette suite, il réutilise certains seconds rôles vus dans Les Anges gardiens comme Philippe Nahon, Armelle, Laurent Gendron et Rodolphe Sand. Philippe Nahon, rendu célèbre par le film Carne de Gaspar Noé, interprète le gérant de l'Intermarché que saccagent Ginette et Jacquouille. Armelle, alors inconnue du grand public (Caméra Café, la série qui la fera connaître, ne commença qu'en 2001), interprète Dame Pétronille, une habitante du Bourget de Montmirail qui travaille chez le drapier et avec qui Jacquouille essaie apparemment de se fiancer. Laurent Gendron a le petit rôle du pompiste de la station Shell et Rodolphe Sand celui tout aussi court du pompier René.
En 1994, Marie-Anne Chazel joue la pièce Drôle de couple, en compagnie de Clémentine Célarié. Lors d'un dîner d'après spectacle, où étaient présents Jean Reno et Christian Clavier (ce dernier était à l'époque le mari de Marie-Anne Chazel), tous deux annoncent à Michel Crémadès, qui joue un second rôle dans la pièce, avoir songé à lui pour un rôle dans cette suite : il joue donc Lucien Remoux, le chanteur au mariage de Philippine et Benoît.

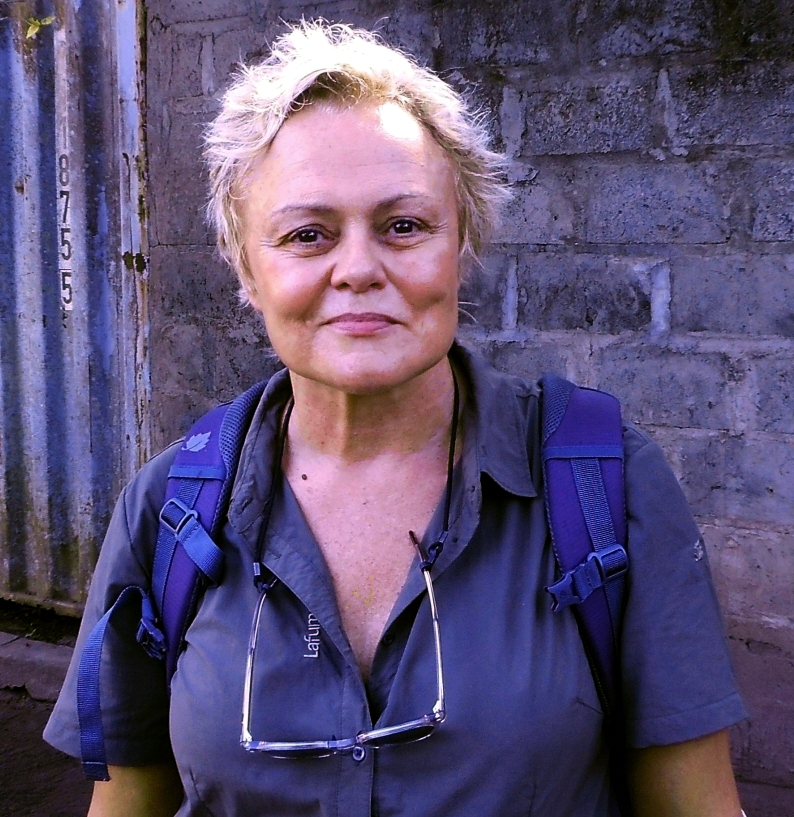
L'humoriste et actrice Muriel Robin, en 2016.

Le principal changement dans la distribution du film est l'absence de Valérie Lemercier dans le rôle de Béatrice de Montmirail (et de Frénégonde). L'actrice, dont la prestation dans le premier film lui avait valu un César, ne s'engage pas dans cette suite car le scénario lui plaît moins que celui du premier : « Alors, pourquoi refaire la même chose en moins bien ? Vous savez, on accepte parfois de faire un film sans trop savoir ce qu'il peut donner. Mais là, franchement, je ne le sentais pas… » déclare-t-elle en 2007. Surtout, elle avait très mal vécu le tournage du premier film, notamment dans ses relations avec Jean-Marie Poiré et Christian Clavier. Muriel Robin, qui selon Christian Bujeau avait été contactée pour jouer le rôle de Cora, hérite du double-rôle de Béatrice/Frénégonde tandis que le rôle de Cora, femme du cousin Hubert et mère de sa fille, est confié à Claire Nadeau. Toujours en 2007, Valérie Lemercier s'exprime sur l'interprétation de Muriel Robin : 

« Beaucoup de gens ont critiqué la performance de Muriel Robin, qui a repris le personnage de Béatrice de Montmirail. Mais il aurait fallu tout changer, le nom du personnage, son entourage familial, ses relations, ses tics de langage... pour qu'elle puisse se sentir complètement à l'aise. Un bon comédien éprouve toujours beaucoup de difficultés quand il essaye de se caler sur la performance d'un autre acteur. Et c'est exactement ce qu'on lui avait demandé de faire. »

— Valérie Lemercier, 2007, pour Télérama.
Quelques années plus tard, Muriel Robin déclare s'être sentie malheureuse sur le tournage, Jean-Marie Poiré, d'après elle, ne la désirant pas, vu qu'elle remplaçait « une personne qu'il aimait ». En 2010, l'actrice confiera ne pas aimer sa propre prestation et dira : « Je me demande encore aujourd'hui pourquoi j'ai fait ce film ! »,,. Elle reconnaît avoir accepté de remplacer Lemercier pour rendre service à Poiré et Clavier, croyant naïvement que cette suite ne pourrait pas voir le jour si elle ne leur prêtait pas secours. Malgré le succès du film, Robin ne reçoit ensuite aucune proposition de rôle au cinéma.

### Équipe technique
En plus de son petit rôle, Rodolphe Sand participe au montage du film. Deux ans plus tard, il est l'assistant de Jean-Marie Poiré sur le tournage du remake, Les Visiteurs en Amérique.

### Développement
Pour la scène du mariage, la production a fait appel à un modiste parisien renommé, Jean Barthet. Celui-ci a donc réalisé un nombre important de chapeaux pour toutes les invitées,. La voiture de Mr et Mme de Montmirail n'est plus une Renault Safrane comme dans le premier film, mais une Volkswagen Passat, la marque allemande étant un des sponsors principaux du film.

### Tournage
Les lieux de tournage du film, tous situés en France, sont les suivants :

#### En Dordogne
Le tournage débute le 13 mars 1997 à Beynac-et-Cazenac, dans le département de la Dordogne, aux abords du château de Beynac. Lors de ce premier jour de tournage, il fait, d'après Christian Clavier, « un froid à décorner les bœufs » mais c'est pour lui « extraordinaire de remettre le costume de Jacquouille ». Le château de Beynac sert de décors pour le château de Godefroy de Montmirail au Moyen Âge. Pourtant, même si la majeure partie du film se déroule à l'époque médiévale, peu de scènes y sont tournées : le lieu est uniquement utilisé pour des scènes d'extérieurs et pour des bouts de scènes se déroulant au bourg proche du château de Montmirail (le reste est tourné en studios ou dans d'autres châteaux). Ainsi, seule une petite partie de la distribution est présente : Christian Clavier, Jean Reno, Muriel Robin, Christian Bujeau, Pierre Vial, Jean-Luc Caron, Éric Averlant, Patrick Burgel et Franck-Olivier Bonnet. Le château de Biron, situé à près de 45 km du château de Beynac, a également servi de décors pour des scènes intérieures.

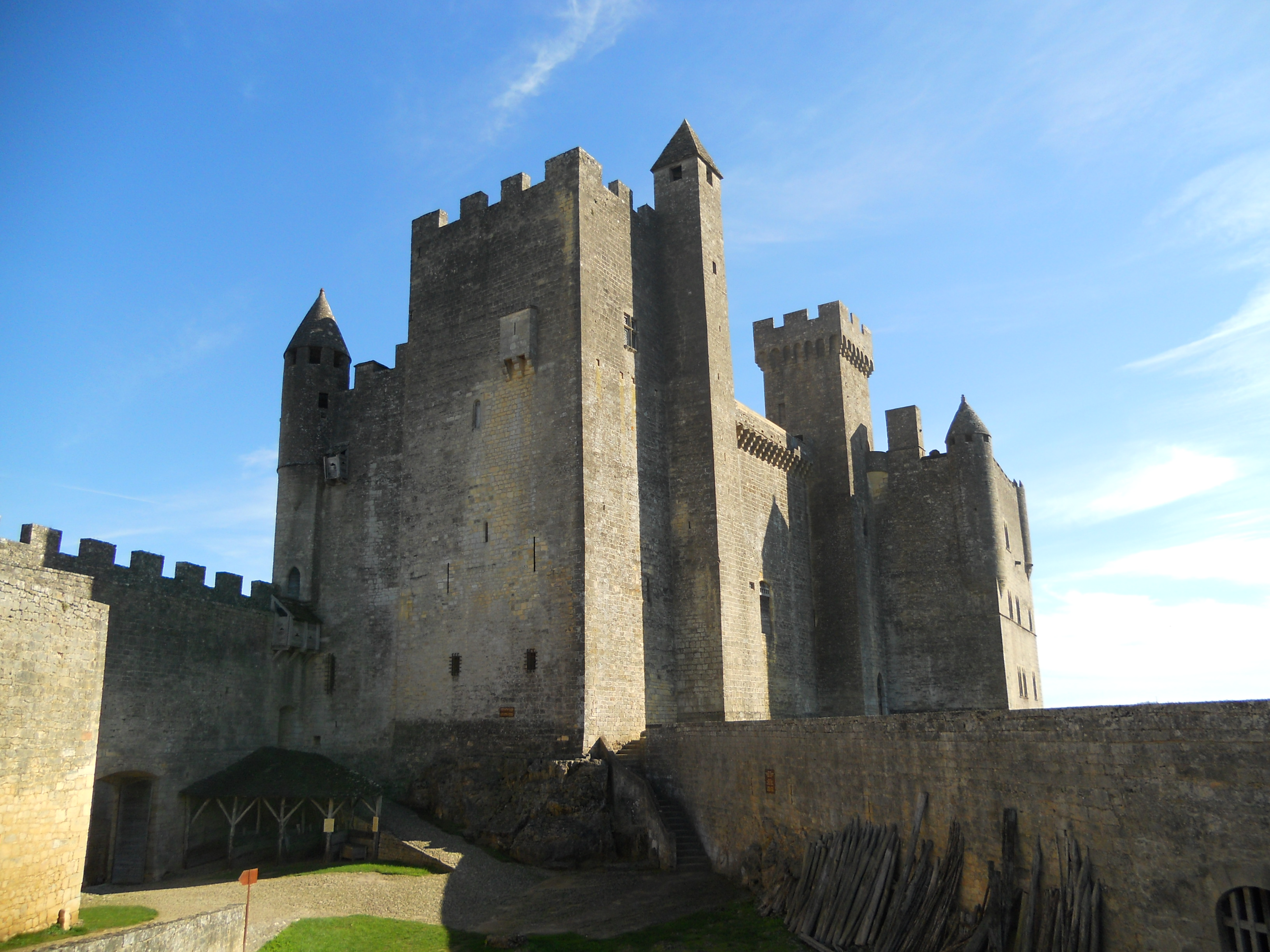
Le château de Beynac.
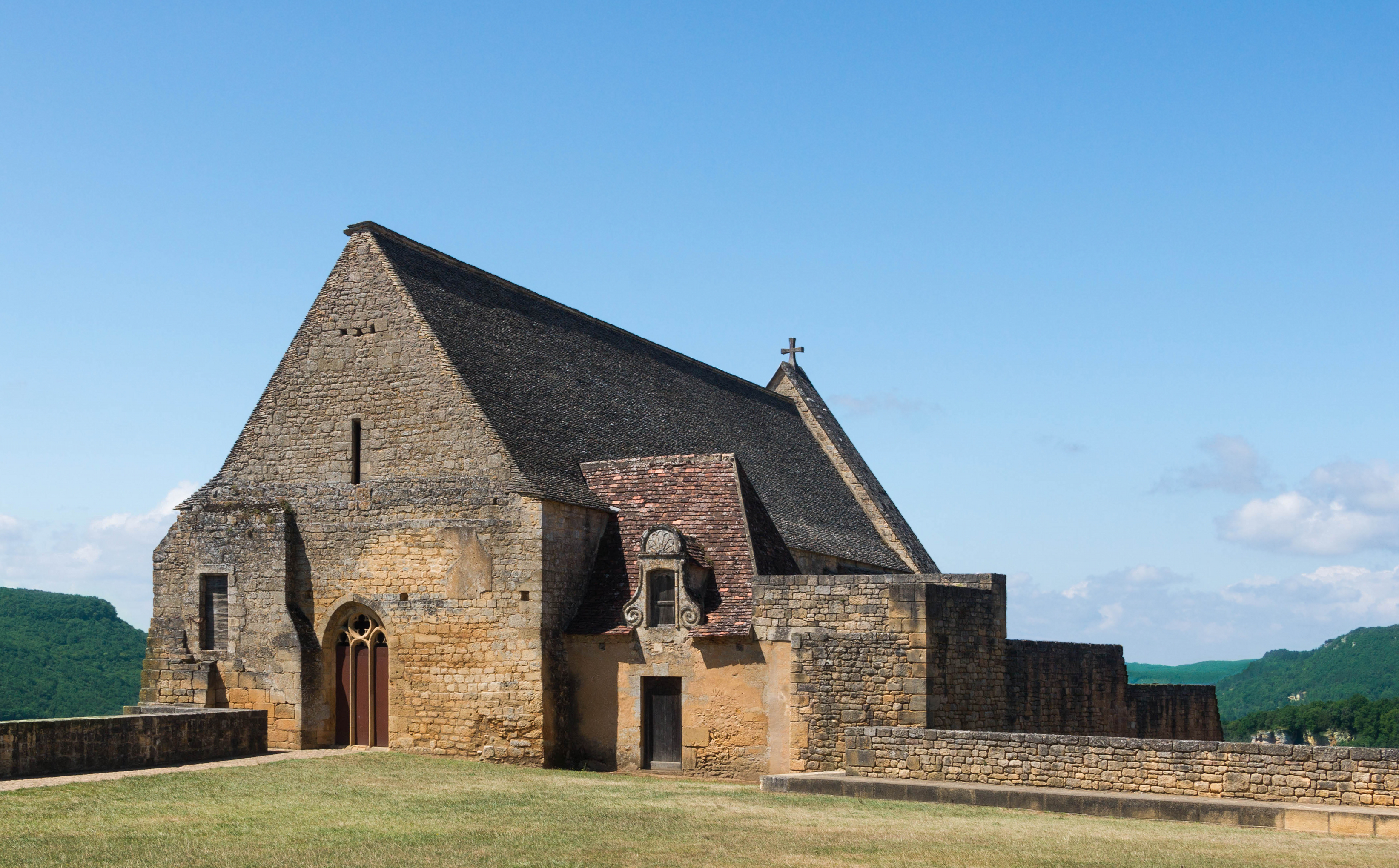
La chapelle du château de Beynac.
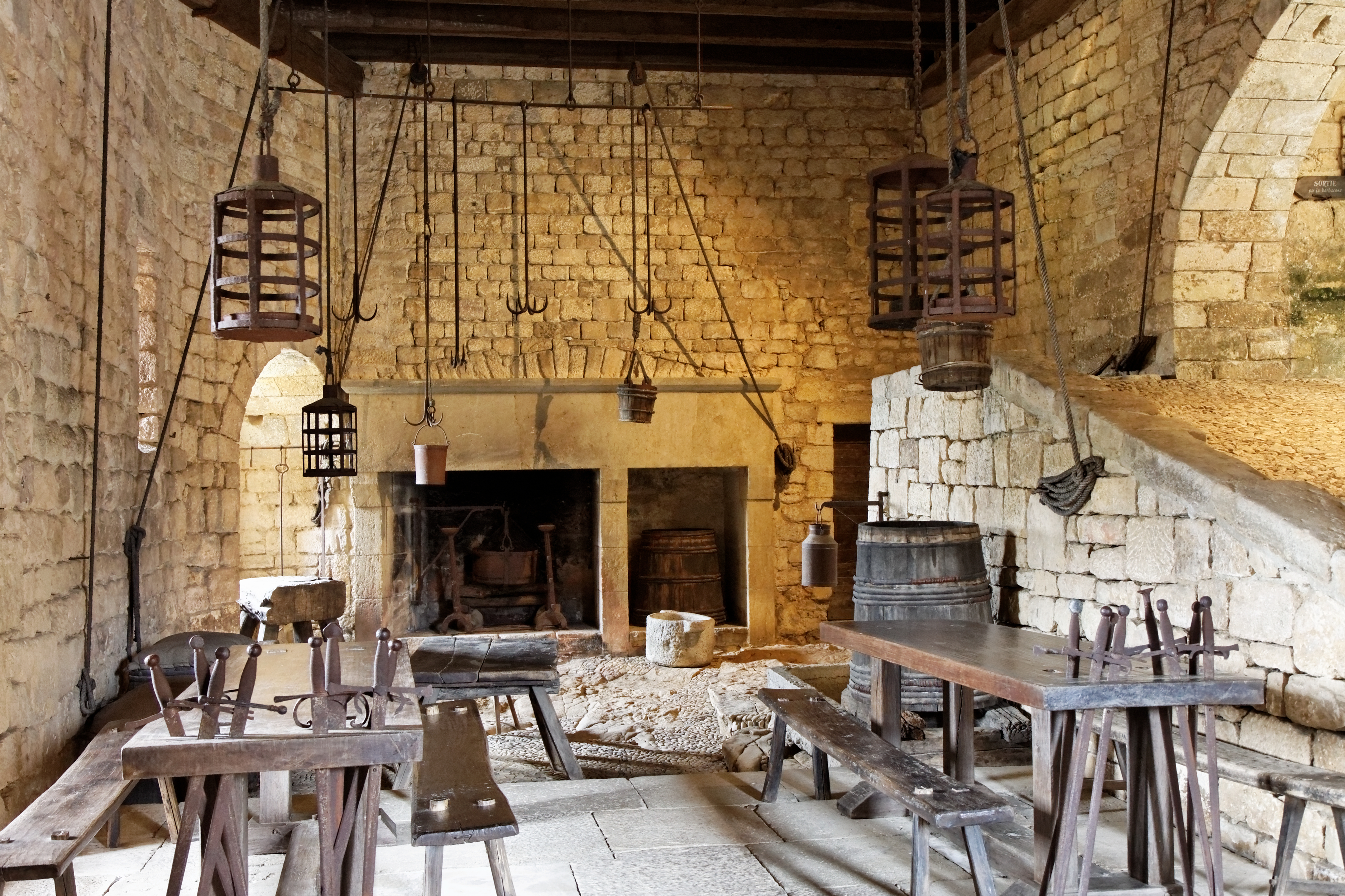
La cuisine du château.
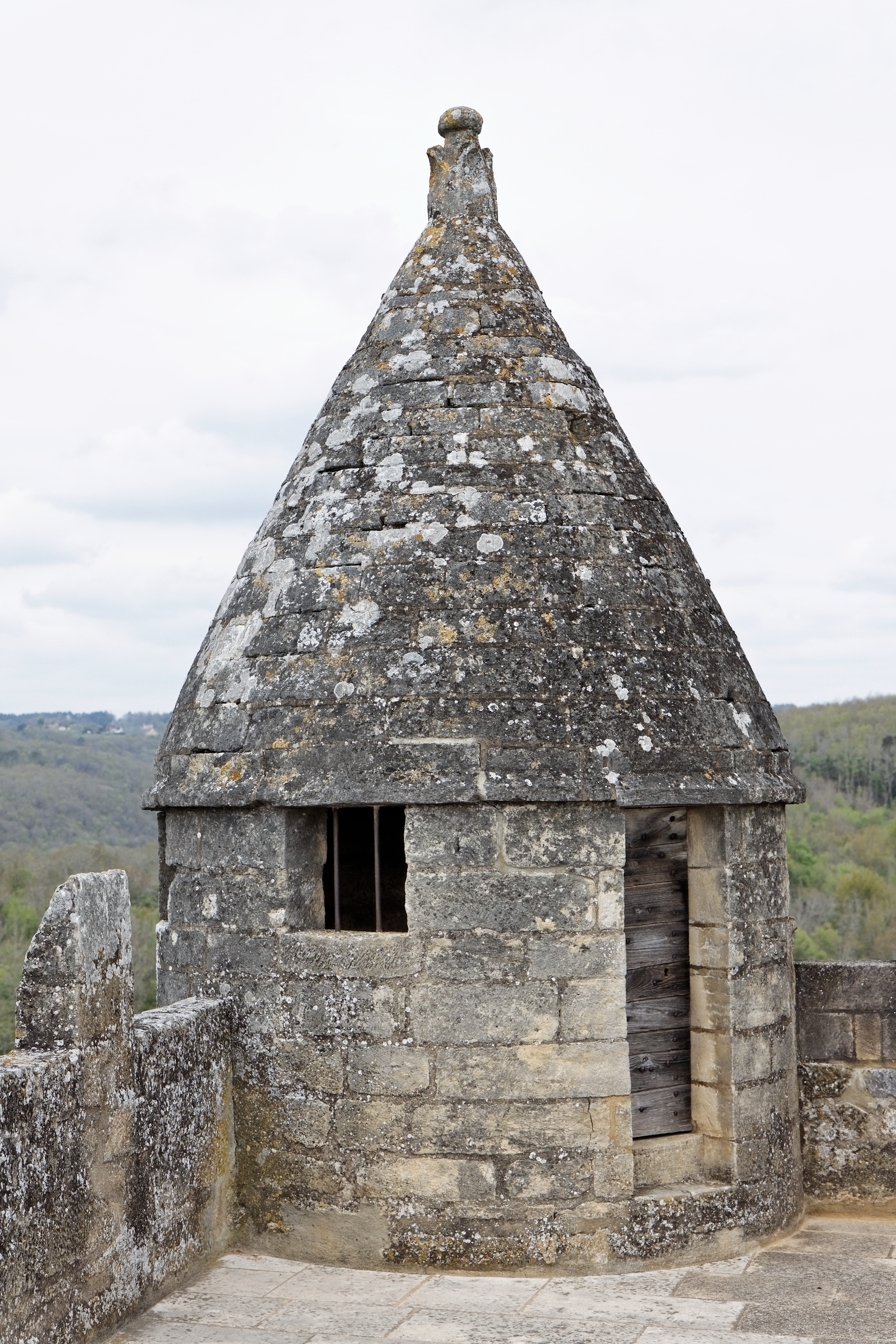
Une des échauguettes.

#### En Picardie
Michel Crémadès, qui n'a joué que dans une scène du film, raconte son expérience sur le tournage :

« Nous tournions la scène du mariage dans le château d'Ermenonville, encore plus beau sous un magnifique soleil. En attendant de mettre en boîte la scène du bal des mariés dans ma tenue de crooner, je me retrouvais confortablement assis à côté de Marie-Anne [Chazel] sous un chêne centenaire, à lézarder au soleil, alors que Christian Clavier et Jean Reno, étaient, eux, assis « vulgairement » dans l’herbe. Vu comme ils étaient habillés, ils ne risquaient pas de se salir... J’arborais fièrement ma tenue d’homme orchestre et surtout cette sublime chemise saumon à jabot. On vient enfin nous chercher pour tourner la scène pendant laquelle Clavier et Reno se mettent à jouer avec mon micro. Voyant que Jean-Marie Poiré aimait que les acteurs se « lâchent » dans des improvisations, je rajoutais dans mon texte : « Non mais ça va pas ! Un micro à quatre mille balles ! » Cela amusa beaucoup l’équipe et c’est cette prise qui fut montée. [...] Jean-Marie s’est éclaté à faire pas mal de prises dans tous les axes, c’est un réalisateur qui adore avoir la caméra à l’épaule et qui aime choper des images à l’arrache. Parfois cela donne des faux raccords mais le film est monté tellement « cut »... »

Jean Barthet, le modiste qui a créé les chapeaux des convives du mariages, est présent sur le tournage au château d'Esclimont et fait même plusieurs apparitions dans le film : on le voit dans la scène durant laquelle Cora annonce à sa fille Philippine que son père est vivant, après avoir eu Jacquouille au téléphone puis, lors de la fête après le mariage, une première fois furtivement dans un plan, derrière les mariachis puis une seconde fois, en train de danser sur la chanson Scoubidou, massacrée par Jacquouille.
Après 17 semaines, le tournage se termine le 11 juillet 1997.
Les jardins du château de Vaux-le-Vicomte servent de décors à la fin du film pour introduction d'un potentiel 3e film.

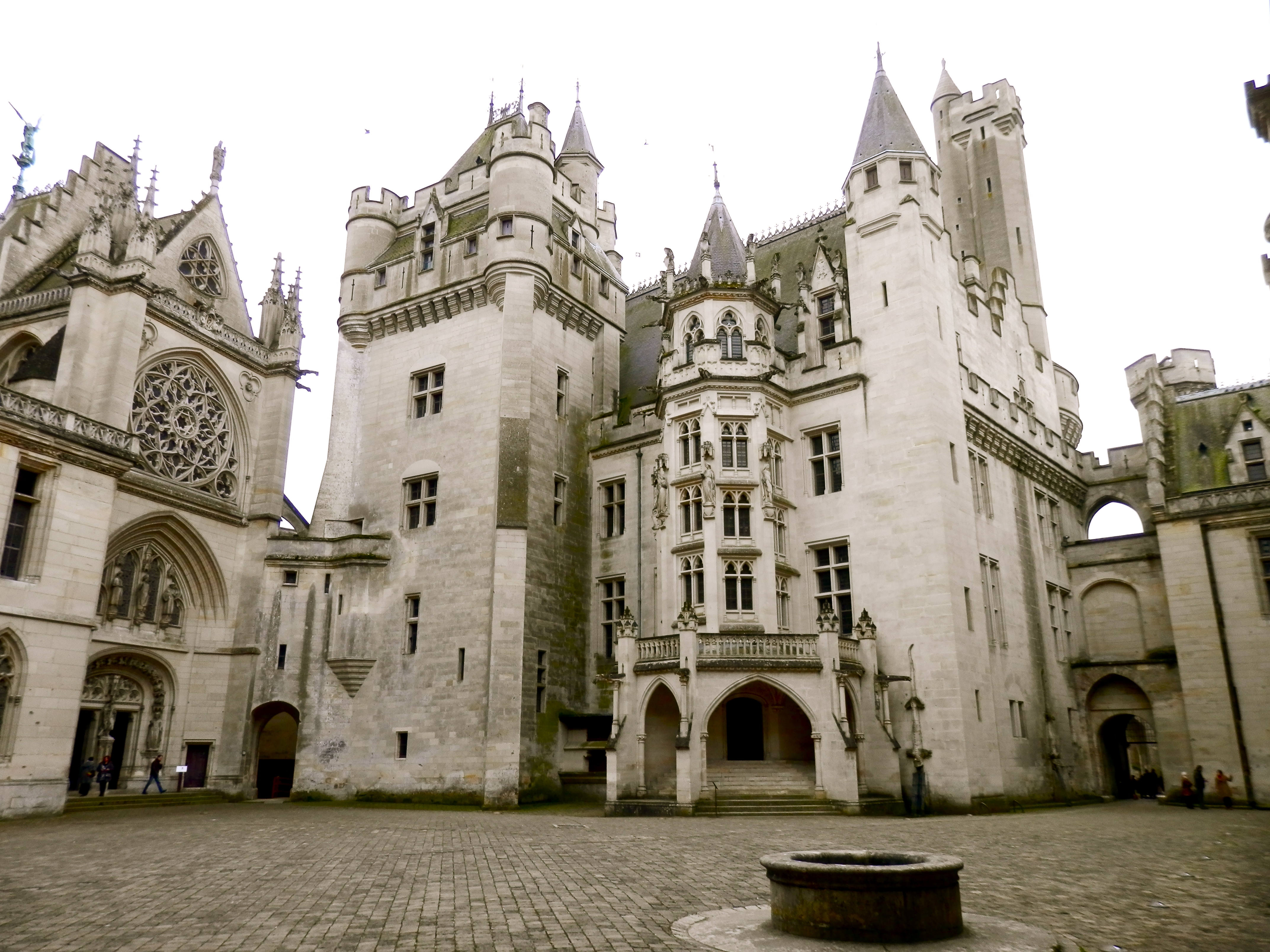
Le château de Pierrefonds, où ont été tournées les scènes du bûcher de Jacquart et celle du combat de Godefroy contre le duc de Luigny.
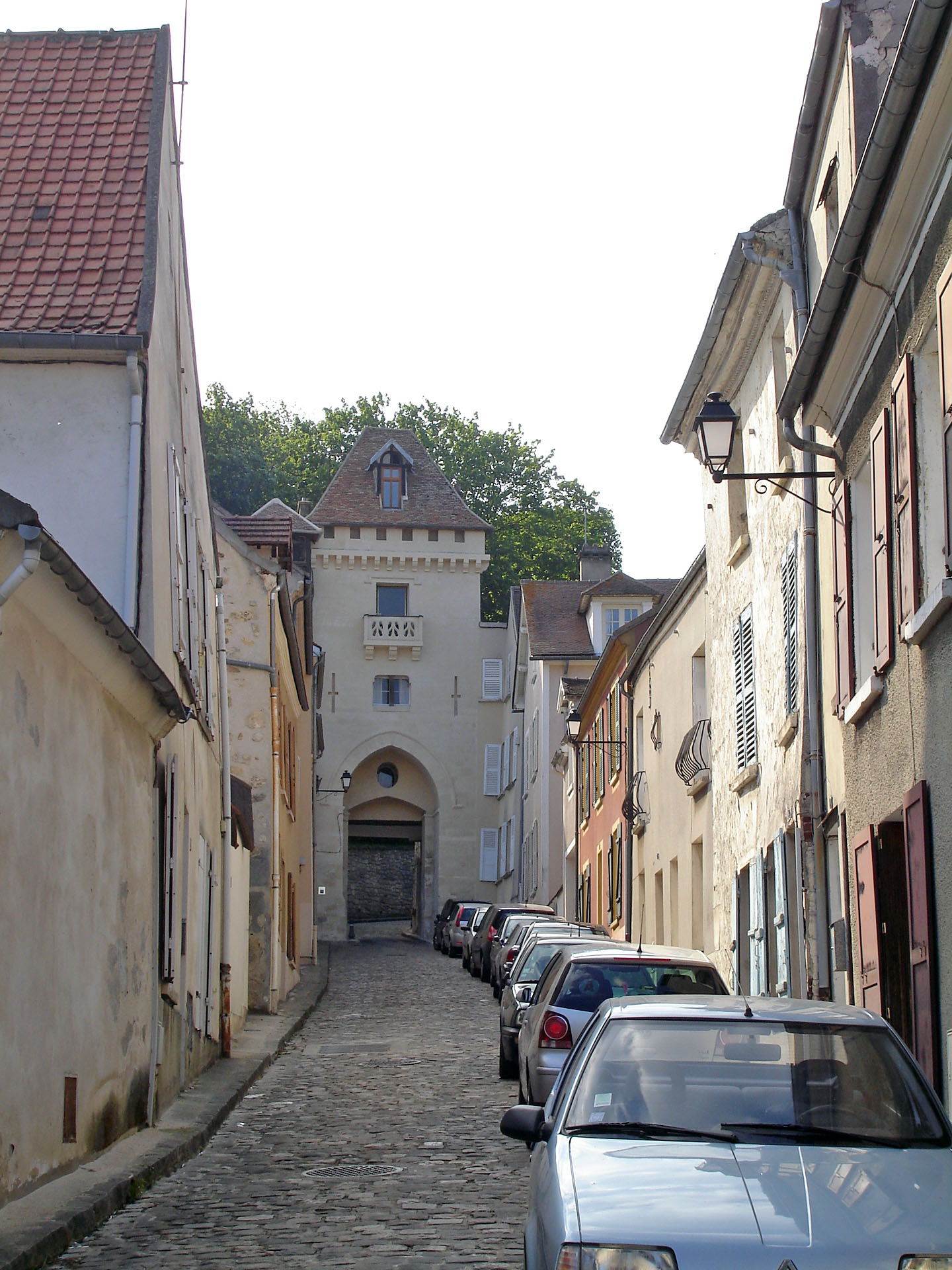
La rue Saint-Côme à Luzarches, que traversent Godefroy et Jacquouille, habillés en gendarmes, lorsqu'ils sont accostés par une mère de famille, Mme Legueux[N 9].
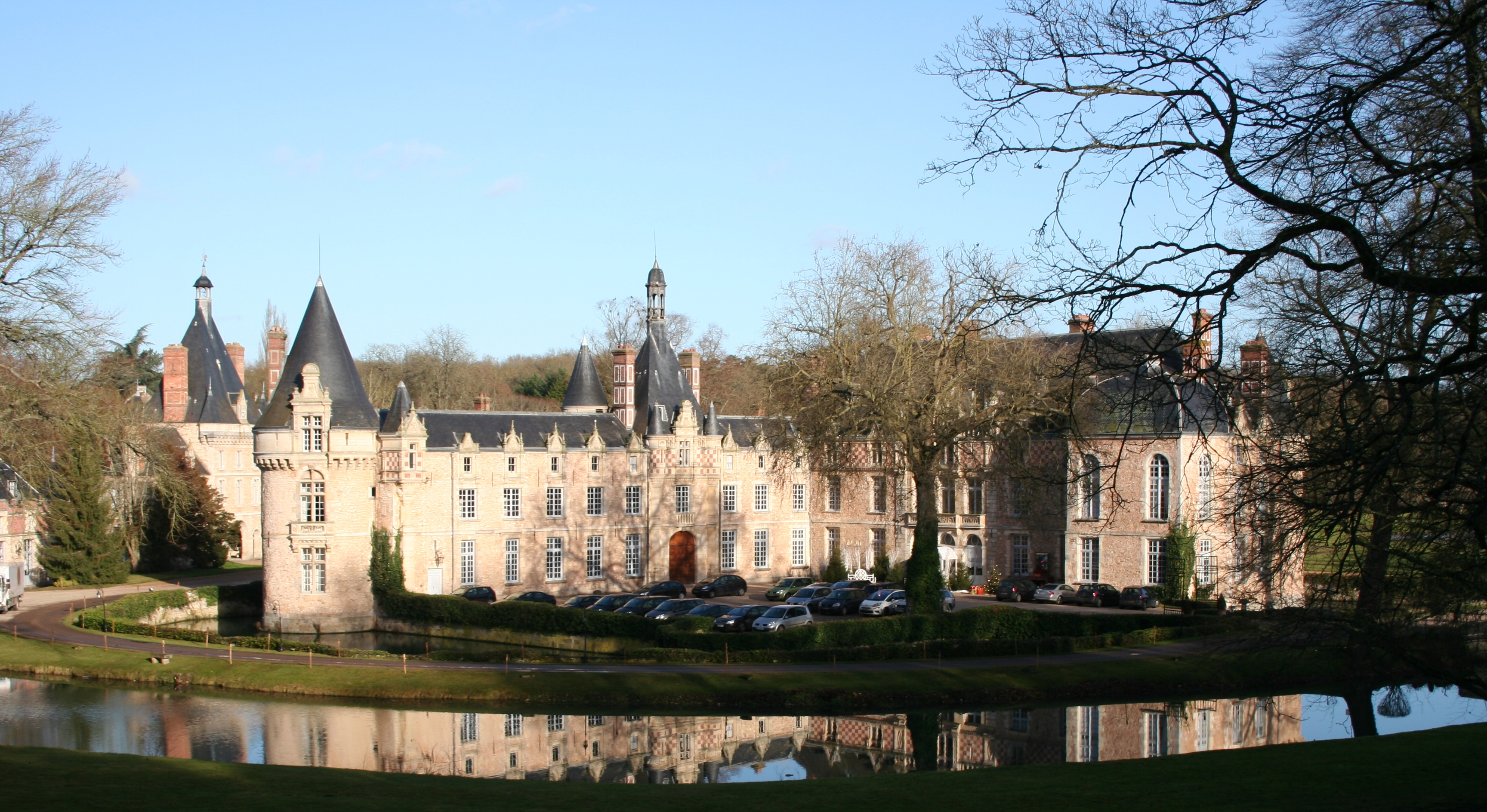
Le château d'Esclimont, à Saint-Symphorien-le-Château, est dans le film le château de Valéry de Luigny, où se déroule la fête après le mariage.
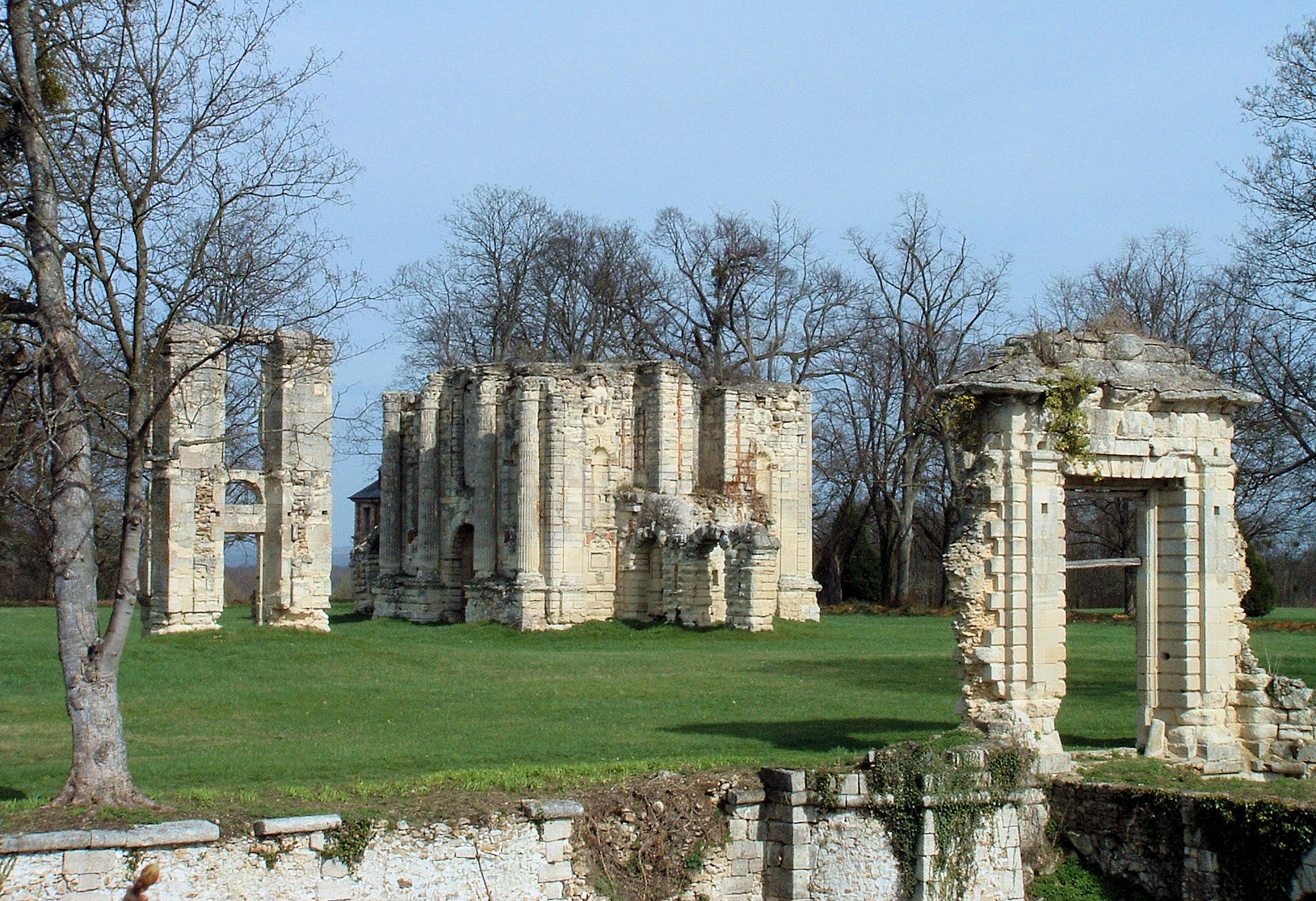
Les ruines du château de Montceaux servent de décors pour la scène finale, à l'époque de la Révolution.
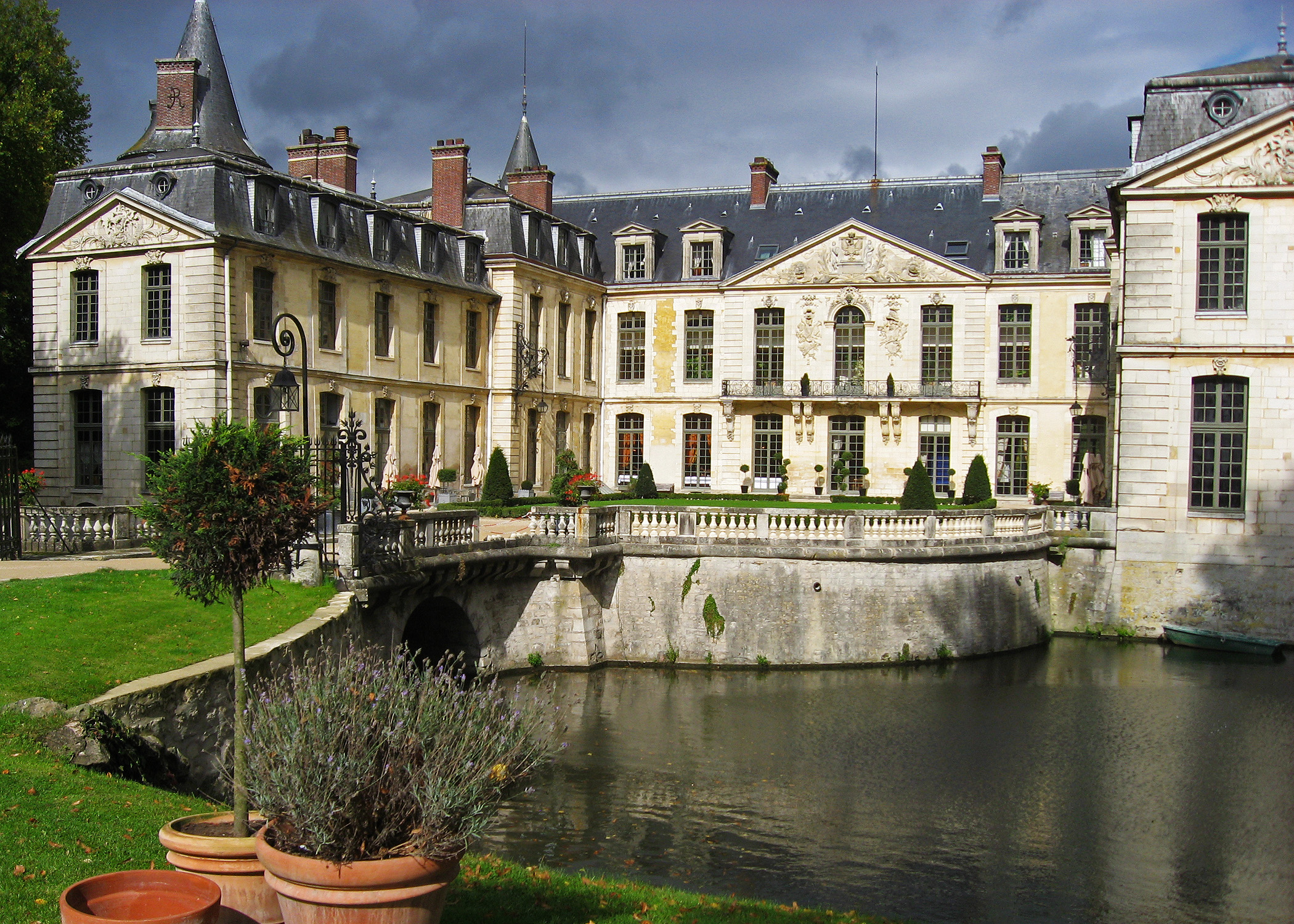
Le château d'Ermenonville.

### Post-production
Alors que diverses interviews, présentations d'affiches et bandes-annonces circulent à la fin de l'année 1997, le montage du film ne prendra fin que peu avant la date de sortie officielle en 1998.
Quelques scènes ont été coupées au montage :
- À l'origine, si Jacquart est condamné par frère Ponce, c'est parce qu'il a brutalisé Pétronille, qui le prenait pour Jacquouille et qui a essayé de l'embrasser. La réplique « Arrêtez-le, il a violenté une malheureuse innocente ! » a ensuite été remplacée en post-production par « Arrêtez-le ! S'il fuit, c'est qu'il se sait coupable ! ».
- Lorsque Jean-Pierre court à travers le bourg avec Jacquouille, il tombe lui aussi sur Pétronille et la pousse sur sa couchette. En fait, celle-ci tente de le séduire entre-temps mais ce passage fut retiré du montage final.
- Juste avant de retourner en 1992 avec Jacquart, Jacquouille se dispute avec son frère Prosper[30].
- Béatrice, depuis le bar où elle est à Bourges, téléphone à la maison pour parler à Jean-Pierre, qui ne peut évidemment pas répondre, étant bloqué au Moyen Âge.
- Tandis que Jacquouille l'admire pour avoir récupéré les bijoux, Godefroy montre la relique à Philippine, pour qu'elle la porte lors de son mariage[31].
- Sur les remparts de la forteresse de son cousin Amaury, Frénégonde guette l'arrivée de Godefroy[32].
- Initialement, la scène du supermarché au début du film était plus longue : Après avoir touché un poisson sur l'étalage, Jacquouille touche un fromage, en mange un bout puis le prend avec lui, puis il essaye divers chapeaux de déguisement et veux en offrir un à Ginette, puis ils jettent les chapeaux sur des gâteaux d'un rayon de pâtisserie, le patron du supermarché dépassé par l'attitude de Jacquouille et Ginette leurs fait comprendre qu'ils devront payer les gâteaux abimés par les chapeaux, Ginette montre au patron une somme d'argent collosale en liasse de billet pour lui faire comprendre qu'ils ont l'argent pour payer, puis le patron appelle Abdel, un vigile du magasin pour qu'il prenne en mains les articles que Jacquouille a touché pour les amener à la caisse car ils ne sont plus vendables pour d'autres clients.

Le film comporte bien plus d'effets spéciaux que le premier volet, surtout en ce qui concerne les déplacements dans le temps. En effet dans Les Visiteurs, les acteurs portaient simplement des masques tandis que seulement deux effets avaient été insérés, pour la transformation de Jacquouille en tas d'excréments et pour le déplacement de Jacquart dont le corps se déformait avant de disparaître.
Le film comporte également quelques faux raccords :
- Lorsque Jean-Pierre rétablit le courant dans la maison après que Jacquouille l'a accidentellement coupé, on peut voir le disjoncteur déjà de retour sur la position I puis le doigt ganté de Jean-Pierre appuyer sur O, produisant le bruit caractéristique de la disjonction alors que l'on aurait dû assister à la scène inverse.
- Au moment où Jacquouille sort les bijoux du Duc de Pouille de ses vêtements pour les ranger dans la boîte à cigares, un des plans montrent qu'il pleut dehors. Peu après, lorsque l'écuyer sort de la cuisine, il fait soudain très beau.
- Maurice profite de ce que Godefroy et Jacquouille sont sortis de sa voiture pour descendre fermer la portière arrière, dans le plan suivant, elle est de nouveau ouverte.
- Lorsque Jacquart retire ses chaussures pour montrer les traces de brûlure subies au bûcher, un médecin figure à côté de lui sur les gros plans alors qu'il disparaît sur les plans larges.

Jean-Marie Poiré aurait aimé en tirer une version longue, ce qu'il désirait déjà faire pour Les Anges gardiens (1995). Le réalisateur déclare : « Il y avait des plans du Moyen-Âge absolument splendides. On a commencé une version longue, qui devait faire vingt minutes de plus, et Gaumont a prétexté qu'il ne trouvait pas ça mieux que la version courte — ce que je ne trouvais pas vrai. Évidemment, ça voulait dire des frais supplémentaires. Il fallait remixer la musique. Mais ce n'était pas des frais gigantesques… ».

## Bande originale
- Voices from the past
- Melody for a knight
- Adagio in G minor'
- Jacquart runs away
- Jacquart on the grill
- The stolen jewels
- Concerto in mi minor
- Enae volare mezzo
- Your father is alive
- Melody for a Knight (part 2)
- Melody for a Knight (part 3)
- The corridors of time
- Fight with the Inquisitor
- Melody for a knight (part 4)
- Western in the air
- My beloved
- The revolution
- Run for it
- Adagio in G minor (short version)
- Melody for a Knight (version 5)
- Spell on the duke
- Magic formula 1
- Magic formula 2
- Wake up in 1792
- Battle in the village
- Jacquouille and the cigars
- Jacquouille and the firemen
- La forêt interdite
- Rendez-vous secret
- Chez l'enchanteur
- C'est diablerie
- Les oubliettes
- Filez la laine (Kara-Okay)

## Accueil

### Promotion
Avec son budget s'élevant à 140 millions de francs et le succès du premier film, Les Visiteurs 2 bénéficie d'une plus large promotion que ce dernier, et ce dès l'annonce de sa préparation. Pour exemple, en septembre 1996, le magazine Première, consacrant un dossier à Jean Reno, parle déjà du film, alors qu'il n'est encore qu'en projet.

Dans la bande-annonce finale, le titre du film est Les Couloirs du Temps : Les Visiteurs

Au mois d'août 1997, ce que l'on appelait à l'époque un « préfilm-annonce » (la dénomination actuelle serait plutôt un « teaser ») est diffusé. Aucun acteur ni détail de l'histoire n'y est montré : ce « préfilm-annonce » consiste en un karaoké de la chanson File la laine qui se termine sur un « Okay ! » de Jacquouille.
La bande-annonce finale, réalisée par Jean-Marie Poiré lui-même, sort au début du mois de décembre 1997. Celle-ci, contrairement au teaser, montre des extraits du film, accompagnés d'une voix-off résumant l'action du premier opus et révélant les enjeux du second :

« Un jour, deux hommes sont venus du passé ; ils venaient d'un temps où l'on croyait encore au diable, aux sortilèges, aux potions magiques. Un seul s'en est retourné, comme l'avait exigé l'enchanteur. L'autre, qui a renvoyé son descendant à sa place, au Moyen Âge, est resté parmi nous : il a ainsi empêché de se refermer les couloirs du temps. Si les couloirs du temps restent béant, alors les pires malédictions s'abattront sur cette terre. »

Les différents acteurs principaux font aussi de nombreuses apparitions télévisuelles à l'approche de la date de sortie du film. Ainsi Jean-Marie Poiré, Marie-Anne Chazel, Muriel Robin, Claire Nadeau, Christian Clavier et Jean Reno étaient les invités d'Arthur dans l'émission Les Enfants de la télé du vendredi 6 février 1998,, qui attira d'ailleurs près de 8 600 000 téléspectateurs. Le dimanche 8 février 1998, l'équipe du film est accueillie dans l'émission de Michel Drucker, sur France 2; le soir, Christian Clavier est l'invité du journal de 20 heures de la même chaîne, tandis que Jean Reno est celui du 19/20 de France 3. Le lendemain, lundi 9 février 1998, c'est dans Nulle part ailleurs, sur Canal+ (une des chaînes qui a co-produit le film), que Jean-Marie Poiré, Marie-Anne Chazel et Muriel Robin viennent faire la promotion du film,. Le 20 février 1998, Marie-Anne Chazel et Christian Clavier reviennent dans Les Enfants de la télé, une semaine après la sortie du film. Dans la presse, le personnage de Jacquouille, populaire auprès des enfants, est le « rédacteur du chef invité » du Journal de Mickey du 18 février.

### Box-office
En France, durant sa première semaine d'exploitation, le film attire 2 655 916 spectateurs et bat ainsi plusieurs records : celui du meilleur premier jour mais aussi d'être millionnaire en trois jours et d'avoir fait la meilleure première semaine en France.
En tout, le film réalise 8 038 852 entrées en France. Il est classé 54e film ayant fait le plus d'entrées en France.
| Pays ou région | Box-office        | Date d'arrêt du box-office | Nombre de semaines |
| -------------- | ----------------- | -------------------------- | ------------------ |
| France         | 8 021 698 entrées | 31 décembre 1998           |                    |
| Belgique       | 535 805 entrées   | 31 décembre 1998           |                    |
| Espagne        | 363 656 entrées   | 31 décembre 1998           |                    |
| Allemagne      | 227 285 entrées   | 31 décembre 1998           |                    |
| Luxembourg     | 13 145 entrées    | 31 décembre 1998           |                    |
| Hongrie        | 20 305 entrées    | 31 décembre 1998           |                    |
| Islande        | 2 532 entrées     | 31 décembre 1998           |                    |
| Pays-Bas       | 402 entrées       | 31 décembre 1998           |                    |
| Pologne        | 13 507 entrées    | 31 décembre 1999           |                    |
| Roumanie       | 5 520 entrées     | 31 décembre 1999           |                    |
| Total mondial  | 9 245 627 entrées | 2000                       |                    |

## Autour du film

### Répliques du film
« Je devais aller au golf et je me retrouve en pleine Guerre de Cent Ans ! »

« Oh le fillot ! Il a été changé en boule de merdasse ! »

« — C'est comment chez vous, genre hutte, les murs sont en boue séchée ?
— 
 Inutile madame Goulard on chie sur des truelles ça nous fait des briques »

« C'est pas parce que les gars sentent des pieds qu'ils viennent forcément du Moyen-Âge, nous-mêmes à la Gendarmerie nous en avons quelques specimens ils sont bien d'aujourd'hui. »

« Dans la chariotte et silence ! »

### Anecdotes
- Dans le résumé des Visiteurs, certains passages ont dû être retournés afin d'insérer Muriel Robin à la place de Valérie Lemercier dans les rôles de Frénégonde et Béatrice mais aussi Jérôme et Mélanie Hardelay qui remplacent Yohan et Amandine Boyadjian dans les rôles de Florian et Ondine Goulard (les précédents acteurs étant alors trop grands pour reprendre leurs rôles).
- Christian Clavier incarne dans cet opus un quadruple rôle : Jacquouille la Fripouille et son descendant de l'époque contemporaine Jacques-Henri Jacquart, mais aussi Prosper le purineur, frère de Jacquouille, au Moyen Âge et Jacquouillet en 1793.
- Notons que dans le rôle de Jacquouillet en 1793, Clavier apparaît aux côtés d'un jeune général nommé Bonaparte, ce qui est amusant quand on sait que quatre ans plus tard, Christian Clavier jouera lui-même ce rôle dans la mini-série télévisée historio-biographique Napoléon.
- On note dans le film un nombre important de placements de produit. Certaines marques sont présentes visuellement : Sagem, Smarties, Intermarché, Lustucru, FedEx, Martini, Shell, Avis, Château Haut-Brion, Range Rover, Bosch, Motul, Elf, Vittel ou KFC. D'autres sont citées par les protagonistes : Itineris, Crunch, Pizza Hut, Boucheron, Clairefontaine, Nesquik ou Range Rover.
- La défenestration est souvent mise en avant. Ainsi Godefroy menace de défenestrer le duc de Luigny lorsque celui-ci insulte sa descendance Philippine, Jacquouille défenestre le chef des pompiers en utilisant une lance d'incendie, il défenestre également deux téléviseurs ou encore le frère inquisiteur qui se jette lui-même du haut du château de Montmirail.
- D'après une piste de l'album de la bande originale du film (Wake Up in 1792) et le rôle sous lequel Damien Ferrette est crédité (le soldat de l'an II), l'an II s'étale sur les années 1793 et 1794, Jacquouille et Godefroy arriveraient donc à la période de la seconde Terreur, qui correspond aux années 1793 et 1794.
- Si aucun personnage important du premier volet n'a été retiré, quelques nouveaux personnages ont été créés. Contactée par Jean-Pierre qui refuse de croire que Godefroy n'est pas Hubert de Montmirail, Cora, épouse de ce dernier toujours disparu, fait une apparition, ainsi que leur fille Philippine et Valéry de Luigny, descendant de l'ennemi de Montmirail au Moyen Âge et amant de Cora, au grand désespoir de Godefroy. On constate qu'au premier épisode, Jean-Pierre déclare ne jamais avoir rencontré Hubert avant sa disparition. Il est donc improbable qu'il ait connu sa femme, avec qui il était déjà en conflit, d'après Béatrice, qui ne l'apprécie pas. Il a cependant pu prendre contact avec elle sans la connaître.
- Clavier interprète notamment le rôle de Prosper le Purineur, frère de Jacquouille. Totalement inexistant au premier épisode, il apparaît brièvement dans le second où il est également mentionné par Jacquouille lorsque l'on lui reparle de Jacquart comme de son « frère », un quiproquo déjà présent dans le premier épisode.
- Lors de l'attaque du château par les Bourguignons, c'est la voix de Jean-Marie Poiré qu'on entend donner l'alerte dans la taverne de Duchenaud (cette même taverne à laquelle le père de Jacquouille devait s'y rendre lorsqu'il est tombé dans un étang puis est mort gelé).
- Le commissaire-priseur n'a été nommé maître Valoche qu'en post-production. En effet, dans le scénario, il s'appelle maître Bouloche. De plus, lorsqu'il se présente à Cora, on peut lire sur ses lèvres qu'il dit « Bouloche » et non « Valoche »[46].
- Au mariage de Philippine, le groupe interprète la chanson Scoubidou de Sacha Distel.
- Alors qu'il récupère la relique, Godefroy prend Cora par l'épaule et lui glisse tendrement : « Je ne te hais point Cora la querelleuse » sur quoi elle lui répond : « Moi non plus je ne te hais point Hubert ». Une référence à un vers de la pièce Le Cid de Corneille : « Va, je ne te hais point. » une litote signifiant : « Va, je t'aime ». On comprend ainsi la réaction troublée de Cora.

### Erreurs
- Il semble de prime abord que les deux films ne se passent pas à la même époque du Moyen Âge. En effet, le premier épisode se déroule à l'époque de Louis VI le Gros, alors que le second film semble se dérouler durant la guerre civile entre les Armagnacs et les Bourguignons, un épisode de la guerre de Cent Ans, soit près de trois siècles d'écart. Une explication possible serait qu'en réalité l'appellation de « Bourguignon » ne soit qu'un sobriquet générique, appliquée ici à un avatar fictif (tout comme le comte de Montmirail, le duc de Luigny n'existe pas) de seigneur de Bourgogne du XIIe siècle.
  - soit Eudes II, un seigneur pillard (il était en ce temps possible, si ce n'est courant, que des seigneurs rivaux pillent des terres voisines),
  - soit Hugues III, son successeur direct, qui lutta contre le comte de Nevers (près de Bourges), puis contre Hugues de Vergy afin de leur faire prêter hommage à sa personne. Hugues III rejoignit en outre les rangs de la Ligue des barons et seigneurs révoltés (1181-1185) contre le roi de France, ligue contrôlant des mercenaires pilleurs du nom de Brabançons. Le roi de France fut contraint d'intervenir dans le but de protéger son vassal Hugues de Vergy, en mettant fin à un véritable siège[47]. Il soumit militairement et condamna ensuite Hugues III à de lourdes amendes, avant de se montrer magnanime devant le manque de moyens du seigneur.
- On constate que les gens disent « Mes hommages, Madame » à Cora, épouse du disparu Hubert de Montmirail, ce qui n'a jamais été le cas pour Béatrice, qui se fait par ailleurs appeler Madame Goulard dans le second épisode, et non Madame la Comtesse comme dans le premier.
- On peut remarquer aussi que Jacquouille paraît moins intelligent que dans le premier film. En effet dans Les Visiteurs, bien qu'il fût présenté comme un écuyer pauvre, sale et dégageant une odeur nauséabonde, le personnage savait tout de même faire preuve de malignité voire de lucidité (assez pour cacher les bijoux du Duc de Pouille dans une statue ou encore échanger sa place avec son descendant Jacquart pour éviter de repartir à l'époque du Moyen Âge). Alors qu'ici, il ne cesse de s'exprimer en levant la voix et semble ne pas comprendre ce qu'on lui dit, par exemple :
  - Lorsque Béatrice tente de lui expliquer que Jacquart a été envoyé au Moyen Âge à sa place et qu'il faut tout faire pour le ramener au présent.
  - Lors de l'intervention des pompiers éteignant l'incendie de la maison, le chef lui somme de ne pas prêter main-forte.
  - Lorsque Ginette lui dit de demander à Béatrice la clé de la voiture ("Elle cherche... LA CLÉ ! ") alors qu'il doit probablement savoir ce que c'est depuis qu'ils ont acheté leur Cadillac à la fin du premier film.
- Le film reprend là où le premier volet s'était arrêté. Les deux films ayant cinq ans d'écart, cette suite présente quelques incohérences par rapport au précédent :
  - à la fin du premier volet, Godefroy était assis sur son cheval à l'arrière de Frénégonde. Au début du second, leurs places se sont inversées ;
  - Jacquart sort un téléphone portable de sa poche alors que les premiers portables ne sont devenus à la mode en France que vers la fin des années 1990 (à noter que le présent se passe toujours en 1992) ;
  - au début du film, Béatrice est couchée dans son lit, qui n'est plus le même que dans le premier volet lorsque Godefroy est venu la réveiller pour qu'elle lui apprenne l'Histoire de France depuis Louis VI ;
  - Béatrice mentionne à son mari Jean-Pierre la série X-Files : Aux frontières du réel (qu'il déteste et que leurs enfants adorent) alors que cette série n'a été diffusée en France qu'à partir de 1994, soit un an après sa diffusion américaine (débutée en septembre 1993) ;
  - Jean-Pierre et Ginette mentionnent la marque Pizza Hut (humoristiquement prononcée « Pizza Hutte »), alors qu'elle n'était encore que très peu connue sur le marché français en 1992 ;
  - à la fin du premier film, Jacquouille fit part à Godefroy de son souhait de s'affranchir de son rôle d'escuyer, se réclamant vouloir devenir un homme libre, alors que paradoxalement dans ce deuxième volet, il désire travailler dur pour Béatrice en échange du gîte et du couvert ;
  - dans le premier film, les bijoux du duc de Pouille n'étaient constitués que d'un énorme collier serti. Dans le second, ils comportent en plus un bracelet, des bagues et la fameuse Dent de Sainte Rolande ;
  - dans le premier film, le château de Montmirail était situé au sommet d'une colline alors qu'ici, il semble se trouver en plein sur une pente ou parfois même sur un terrain plat avec un étang au bas des murs (au moment où le frère inquisiteur tombe d'une fenêtre) ;
  - dans le premier film, le portail de la maison de Béatrice et Jean-Pierre est de couleur grise, alors que dans le second, il a été repeint en bleu. Les pots de fleurs au sommet des pilastres ont disparu. La végétation est sensiblement différente, ainsi que la décoration intérieure de la maison, notamment au bas de l'escalier où la statue a disparu et des rideaux ont été ajoutés. Le plan où l'on voit Béatrice et Ginette entrer dans la maison ne colle pas avec les autres : il y a beaucoup de vent alors que tout est calme juste avant et après. Enfin, et c'est également le cas dans le premier film, l'état de la végétation correspond à celui qu'on pourrait attendre dans la région (Bourges) à la belle saison, or le 27 octobre (date sur le calendrier dans le premier film) est déjà bien en automne ;
  - dans la maison, les boiseries du salon ont été éclaircies, le lambris de l’entrée a été changé et le mur jouxtant la cheminée a été repeint en orange (alors qu’il était blanc dans le premier volet) ;
  - le réfrigérateur aussi a été changé : il était blanc dans le premier opus, il est marron dans le second ;
  - dans le premier film, Béatrice avait une Renault Safrane alors que dans le second, elle a une Volkswagen Passat. C'est pourtant la seule et même voiture dans l'histoire, car elle a toujours un trou dans le toit (provoqué par l'explosion de la Bague du Hardi) ;
  - dans le premier film, Jacquouille avait appris à se servir d'un téléphone, lui permettant ainsi de contacter Godefroy depuis le bowling. Pourtant, dans le deuxième film, lorsque Jean-Pierre lui passe Cora, Jacquouille semble découvrir le téléphone sans savoir s'en servir ;
  - on peut apercevoir des véhicules encore inexistants en 1992 (date à laquelle est censée se dérouler l'action du film) ;
  - lorsque Jacquouille aperçoit la télévision avant de la casser, celle-ci diffuse I Was Born to Love You des Worlds Apart (reprise d'une chanson de Freddie Mercury), alors qu'en 1992, le groupe n'était qu'à ses débuts et était pratiquement inconnu en France, tout comme la génération des boys bands qui n'était encore qu'à ses balbutiements ;
  - l'exemplaire du Gault et Millau que tient Gisèle est clairement daté de 1998 (et donc édité en 1997) ;
  - l'ensemble des anachronismes est négligeable si l'on admet simplement que la seule erreur est la présence du calendrier « 1992 » dans le premier opus (et que les événements sont donc ultérieurs : 1995 ou 1996) ;
  - la temporalité n'est pas logique : Godefroy modifie bien le cours des choses en ne tuant pas son futur beau-père. Ainsi Jacquouille n'a pas pu voler les bijoux du Duc et, par conséquent, ils ne sont pas censés disparaître dans le passé mais dans le futur au moment où Jacquouille les possède.
  - L'inquisition était encore inexistante du temps de Louis VI le Gros. En effet, celle-ci fut créée bien plus tard sous le pontificat de Grégoire IX qui dura de 1227 à 1241. Par ailleurs, non seulement un hérétique ne pouvait être brûlé au bûcher sans procès comme cela est présenté avec Jacques-Henri Jacquart, mais en plus, l'exécution n'était pas effectuée par l'Eglise elle-même, mais celle-ci était confiée à la charge du bras séculier.
  - A un moment, Béatrice de Montmirail décrit à Jacquouille une télévision comme une "boîte à troubadours". Or, troubadour n'était pas le terme employé en langue d'oïl au XIIe siècle, mais un terme de langue d'Oc[48], à priori inconnu de Jacquouille. Elle aurait dès lors dû parler d'une "boîte à trouvères", terme alors d'usage en langue d'oïl.
  - Peu de temps après son arrivée accidentelle au Moyen Âge, Jacques-Henri Jacquart se fait attaquer par une meute de loups, suivi, peu après par Jean-Pierre. Cependant, les attaques du loup sur l'homme sont rares, essentiellement orientées contre des enfants, souvent en contexte de famine ou alors sont dues à des loups élevés en captivité ou à des individus enragés, ce qui, compte tenu du contexte du film, est très peu vraisemblable.

## Editions en vidéo

Sur la jaquette de la VHS puis du DVD, « Les couloirs du temps » est inscrit en-bas et non en-haut comme sur l'affiche de cinéma.

Le film sort en VHS le 26 novembre 1998, soit 10 mois après la sortie en salles. Une édition remastérisée en Blu-Ray est sortie le 6 avril 2016[réf. nécessaire].